# Hydrovatus samuelsoni
Hydrovatus samuelsoni är en skalbaggsart som beskrevs av Olof Biström 1997. Hydrovatus samuelsoni ingår i släktet Hydrovatus och familjen dykare. Inga underarter finns listade i Catalogue of Life.